# Élections générales espagnoles de 2016 en Galice
Les élections générales espagnoles de 2016 (en espagnol : Elecciones generales de España de 2016) se sont tenues le dimanche 26 juin 2016 afin d'élire les 350 députés et 208 des 266 sénateurs de la XIIe législature des Cortes Generales. 23 députés sont élus en Galice.

## Résultats

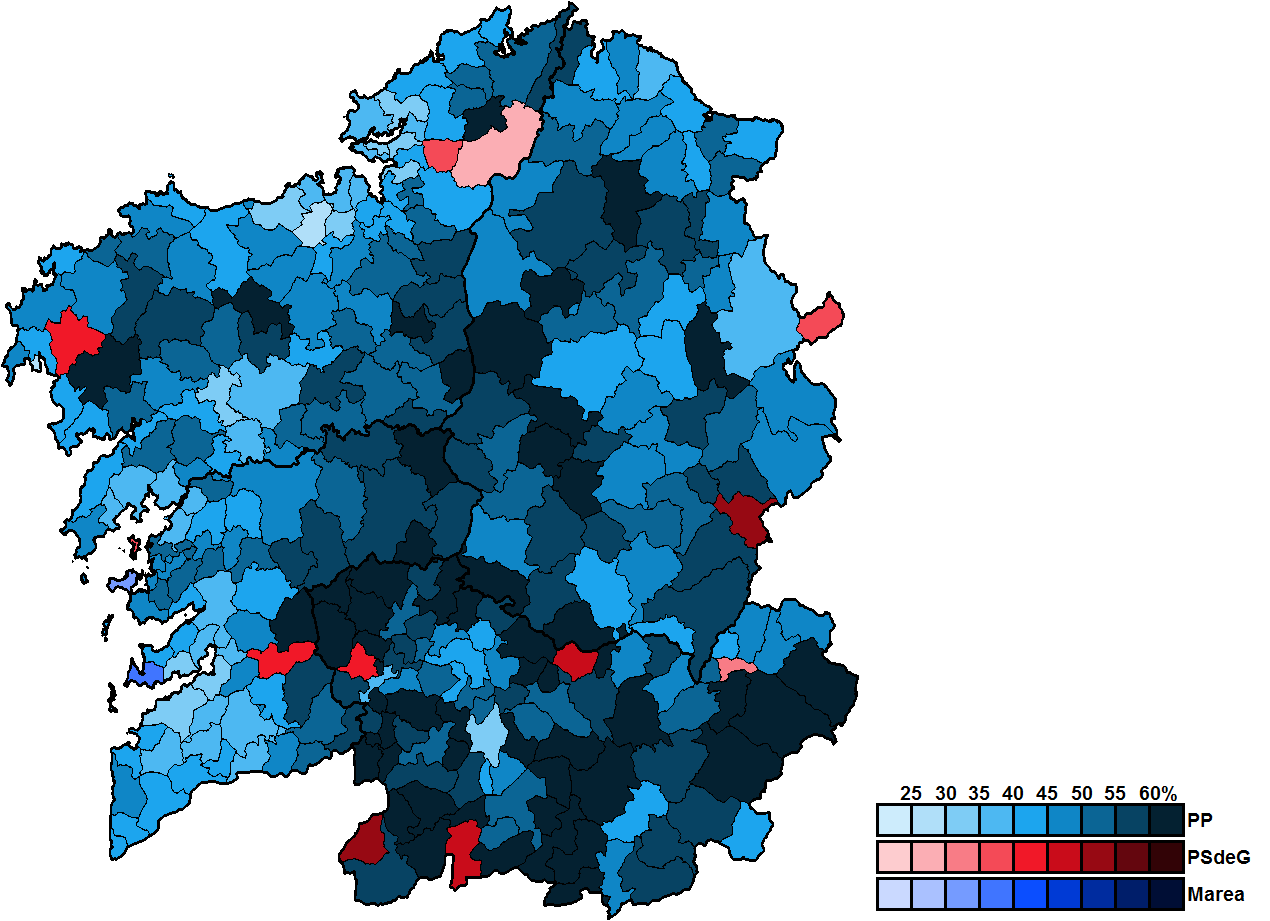
Résultats par commune.

| Parti                  | Parti                                                   | Voix      | %     | +/-           | Sièges | +/-           |
| ---------------------- | ------------------------------------------------------- | --------- | ----- | ------------- | ------ | ------------- |
|                        | Parti populaire (PP)                                    | 650 831   | 41,53 | 4,41          | 12     | 2             |
|                        | Parti des socialistes de Galice (PSdeG-PSOE)            | 348 014   | 22,21 | 0,88          | 6      | en stagnation |
|                        | En Marea (EM-UP) (Pod.-Anova-EU)                        | 347 542   | 22,18 | 2,83          | 5      | 1             |
|                        | Ciudadanos (Cs)                                         | 135 125   | 8,62  | 0,44          | 0      | 1             |
|                        | Bloc nationaliste galicien (BNG-Nós)                    | 45 252    | 2,89  | 1,43          | 0      | en stagnation |
|                        | Parti animaliste contre la maltraitance animale (PACMA) | 16 964    | 1,08  | 0,26          | 0      | en stagnation |
|                        | Recortes Cero-Grupo Verde (RC-GV)                       | 3 874     | 0,25  | 0,02          | 0      | en stagnation |
|                        | Communistes de Galicie (CdG-PCPE)                       | 1 690     | 0,11  | 0,09          | 0      | en stagnation |
|                        | Vox                                                     | 1 026     | 0,07  | 0,01          | 0      | en stagnation |
|                        | Union, progrès et démocratie (UPyD)                     | 975       | 0,06  | 0,45          | 0      | en stagnation |
|                        | Sièges en blanc (EB)                                    | 785       | 0,05  | Nv.           | 0      | en stagnation |
|                        | Solidarité et autogestion internationaliste (SAIn)      | 392       | 0,03  | en stagnation | 0      | en stagnation |
|                        | Vote blanc                                              | 14 726    | 0,94  | 0,12          |        |               |
|                        |                                                         |           |       |               |        |               |
| Suffrages exprimés     | Suffrages exprimés                                      | 1 567 196 | 98,71 |               |        |               |
| Votes nuls             | Votes nuls                                              | 20 465    | 1,29  |               |        |               |
| Total                  | Total                                                   | 1 587 661 | 100   | -             | 23     | en stagnation |
| Abstention             | Abstention                                              | 1 114 074 | 41,24 |               |        |               |
| Inscrits/Participation | Inscrits/Participation                                  | 2 701 735 | 58,76 |               |        |               |

### Résultats par provinces

#### La Corogne
| Parti                  | Parti                                                   | Voix      | %     | +/-           | Sièges | +/-           |
| ---------------------- | ------------------------------------------------------- | --------- | ----- | ------------- | ------ | ------------- |
|                        | Parti populaire (PP)                                    | 257 855   | 40,08 | 4,58          | 4      | 1             |
|                        | En Marea (EM-UP) (Pod.-Anova-EU)                        | 148 566   | 23,09 | 3,25          | 2      | en stagnation |
|                        | Parti des socialistes de Galice (PSdeG-PSOE)            | 139 973   | 21,76 | 1,33          | 2      | en stagnation |
|                        | Ciudadanos (Cs)                                         | 60 347    | 9,38  | 0,53          | 0      | 1             |
|                        | Bloc nationaliste galicien (BNG–Nós)                    | 19 343    | 3,01  | 1,53          | 0      | en stagnation |
|                        | Parti animaliste contre la maltraitance animale (PACMA) | 6 857     | 1,07  | 0,30          | 0      | en stagnation |
|                        | Recortes Cero-Grupo Verde (RC-GV)                       | 1 583     | 0,25  | 0,02          | 0      | en stagnation |
|                        | Vox                                                     | 1 026     | 0,16  | 0,02          | 0      | en stagnation |
|                        | Communistes de Galicie (CdG-PCPE)                       | 754       | 0,12  | 0,09          | 0      | en stagnation |
|                        | Solidarité et autogestion internationaliste (SAIn)      | 392       | 0,06  | en stagnation | 0      | en stagnation |
|                        | Vote blanc                                              | 6 693     | 1,04  | 0,10          |        |               |
|                        |                                                         |           |       |               |        |               |
| Suffrages exprimés     | Suffrages exprimés                                      | 643 389   | 98,82 |               |        |               |
| Votes nuls             | Votes nuls                                              | 7 676     | 1,18  |               |        |               |
| Total                  | Total                                                   | 651 065   | 100   | -             | 8      | en stagnation |
| Abstention             | Abstention                                              | 436 407   | 40,13 |               |        |               |
| Inscrits/Participation | Inscrits/Participation                                  | 1 087 472 | 59,87 |               |        |               |

#### Lugo
| Parti                  | Parti                                                   | Voix    | %     | +/-  | Sièges | +/-           |
| ---------------------- | ------------------------------------------------------- | ------- | ----- | ---- | ------ | ------------- |
|                        | Parti populaire (PP)                                    | 91 516  | 47,43 | 4,92 | 2      | en stagnation |
|                        | Parti des socialistes de Galice (PSdeG-PSOE)            | 45 796  | 23,73 | 0,25 | 1      | en stagnation |
|                        | En Marea (EM-UP) (Pod.-Anova-EU)                        | 32 752  | 16,97 | 2,27 | 1      | en stagnation |
|                        | Ciudadanos (Cs)                                         | 13 343  | 6,92  | 0,67 | 0      | en stagnation |
|                        | Bloc nationaliste galicien (BNG–Nós)                    | 5 009   | 2,60  | 0,97 | 0      | en stagnation |
|                        | Parti animaliste contre la maltraitance animale (PACMA) | 1 939   | 1,00  | 0,20 | 0      | en stagnation |
|                        | Recortes Cero-Grupo Verde (RC-GV)                       | 514     | 0,27  | 0,05 | 0      | en stagnation |
|                        | Vote blanc                                              | 2 088   | 1,08  | 0,12 |        |               |
|                        |                                                         |         |       |      |        |               |
| Suffrages exprimés     | Suffrages exprimés                                      | 192 957 | 98,31 |      |        |               |
| Votes nuls             | Votes nuls                                              | 3 315   | 1,69  |      |        |               |
| Total                  | Total                                                   | 196 272 | 100   | -    | 4      | en stagnation |
| Abstention             | Abstention                                              | 152 289 | 43,69 |      |        |               |
| Inscrits/Participation | Inscrits/Participation                                  | 348 561 | 56,31 |      |        |               |

#### Ourense
| Parti                  | Parti                                                   | Voix    | %     | +/-  | Sièges | +/-           |
| ---------------------- | ------------------------------------------------------- | ------- | ----- | ---- | ------ | ------------- |
|                        | Parti populaire (PP)                                    | 92 539  | 49,70 | 4,78 | 3      | 1             |
|                        | Parti des socialistes de Galice (PSdeG-PSOE)            | 43 429  | 23,33 | 0,15 | 1      | en stagnation |
|                        | En Marea (EM-UP) (Pod.-Anova-EU)                        | 29 136  | 15,65 | 2,16 | 0      | 1             |
|                        | Ciudadanos (Cs)                                         | 13 133  | 7,05  | 0,81 | 0      | en stagnation |
|                        | Bloc nationaliste galicien (BNG–Nós)                    | 4 107   | 2,21  | 1,14 | 0      | en stagnation |
|                        | Parti animaliste contre la maltraitance animale (PACMA) | 1 671   | 0,90  | 0,17 | 0      | en stagnation |
|                        | Recortes Cero-Grupo Verde (RC-GV)                       | 417     | 0,22  | 0,01 | 0      | en stagnation |
|                        | Communistes de Galicie (CdG-PCPE)                       | 218     | 0,12  | Nv.  | 0      | en stagnation |
|                        | Vote blanc                                              | 1 527   | 0,82  | 0,09 |        |               |
|                        |                                                         |         |       |      |        |               |
| Suffrages exprimés     | Suffrages exprimés                                      | 186 177 | 98,74 |      |        |               |
| Votes nuls             | Votes nuls                                              | 2 385   | 1,26  |      |        |               |
| Total                  | Total                                                   | 188 562 | 100   | -    | 4      | en stagnation |
| Abstention             | Abstention                                              | 175 907 | 48,26 |      |        |               |
| Inscrits/Participation | Inscrits/Participation                                  | 364 469 | 51,74 |      |        |               |

#### Pontevedra
| Parti                  | Parti                                                   | Voix    | %     | +/-           | Sièges | +/-           |
| ---------------------- | ------------------------------------------------------- | ------- | ----- | ------------- | ------ | ------------- |
|                        | Parti populaire (PP)                                    | 208 921 | 38,36 | 3,87          | 3      | en stagnation |
|                        | En Marea (EM-UP) (Pod.-Anova-EU)                        | 137 088 | 25,17 | 2,75          | 2      | en stagnation |
|                        | Parti des socialistes de Galice (PSdeG-PSOE)            | 118 816 | 21,81 | 1,00          | 2      | en stagnation |
|                        | Ciudadanos (Cs)                                         | 48 302  | 8,87  | 0,13          | 0      | en stagnation |
|                        | Bloc nationaliste galicien (BNG–Nós)                    | 16 793  | 3,08  | 1,56          | 0      | en stagnation |
|                        | Parti animaliste contre la maltraitance animale (PACMA) | 6 497   | 1,19  | 0,26          | 0      | en stagnation |
|                        | Recortes Cero-Grupo Verde (RC-GV)                       | 1 360   | 0,25  | en stagnation | 0      | en stagnation |
|                        | Union, progrès et démocratie (UPyD)                     | 975     | 0,18  | 0,38          | 0      | en stagnation |
|                        | Sièges en blanc (EB)                                    | 785     | 0,14  | Nv.           | 0      | en stagnation |
|                        | Communistes de Galicie (CdG-PCPE)                       | 718     | 0,13  | 0,11          | 0      | en stagnation |
|                        | Vote blanc                                              | 4 418   | 0,81  | 0,15          |        |               |
|                        |                                                         |         |       |               |        |               |
| Suffrages exprimés     | Suffrages exprimés                                      | 544 673 | 98,72 |               |        |               |
| Votes nuls             | Votes nuls                                              | 7 089   | 1,28  |               |        |               |
| Total                  | Total                                                   | 551 762 | 100   | -             | 7      | en stagnation |
| Abstention             | Abstention                                              | 349 471 | 38,78 |               |        |               |
| Inscrits/Participation | Inscrits/Participation                                  | 901 233 | 61,22 |               |        |               |